# KkStB 43 sorozatú szerkocsi
A kkStB 43 sorozatú szerkocsi egy szerkocsitípus volt a Császári és Királyi Államvasutak (kkStB)-nél, melyek eredetileg a Kaiser Ferdinands-Nordbahn (KFNB)-tól származtak.
A KFNB ezeket az (A sorozatú) szerkocsikat 1861-től 1863-ig a Bécsújhelyi Mozdonygyártól rendelte hegyipályai mozdonyaihoz.
A KFNB 1906-os államosítása után a sorozatból még meglévő öt szerkocsit a 43 sorozatba osztotta. A szerkocsik 
továbbra is az eredeti KFNB (kkStB43) mozdonyokkal üzemeltek.

## Fordítás
- Ez a szócikk részben vagy egészben  a   kkStB Tenderreihe 43 című német Wikipédia-szócikk fordításán alapul.  Az eredeti cikk szerkesztőit annak laptörténete sorolja fel. Ez a jelzés csupán a megfogalmazás eredetét és a szerzői jogokat jelzi, nem szolgál a cikkben szereplő információk forrásmegjelöléseként. Az eredeti szócikk forrásai szintén ott találhatóak.